# Fungizid
Ein Fungizid (lateinisch fungi ‚Pilze‘, lat. caedere ‚töten‘) ist ein chemischer oder biologischer Wirkstoff, der Pilze oder ihre Sporen abtötet oder ihr Wachstum für die Zeit seiner Wirksamkeit verhindert. 
Die Eigenschaft nennt man fungizid („pilzabtötend“), den Vorgang Fungizidie.

## Anwendungsbereiche

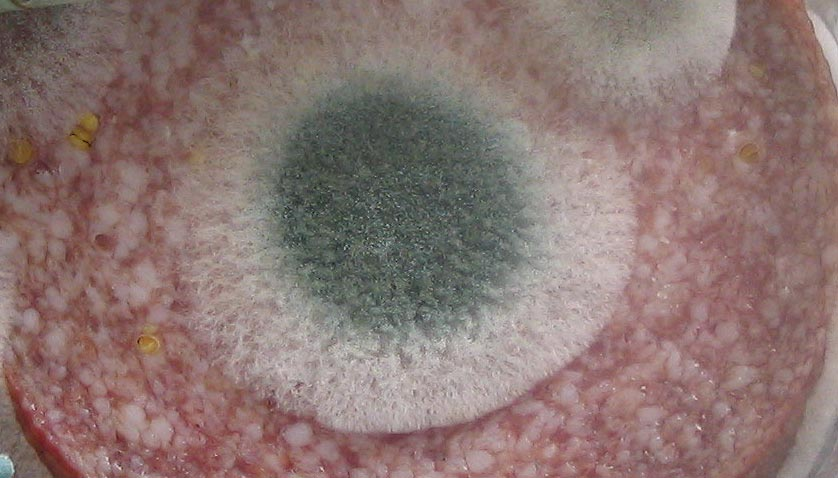
Salami mit Schadschimmel

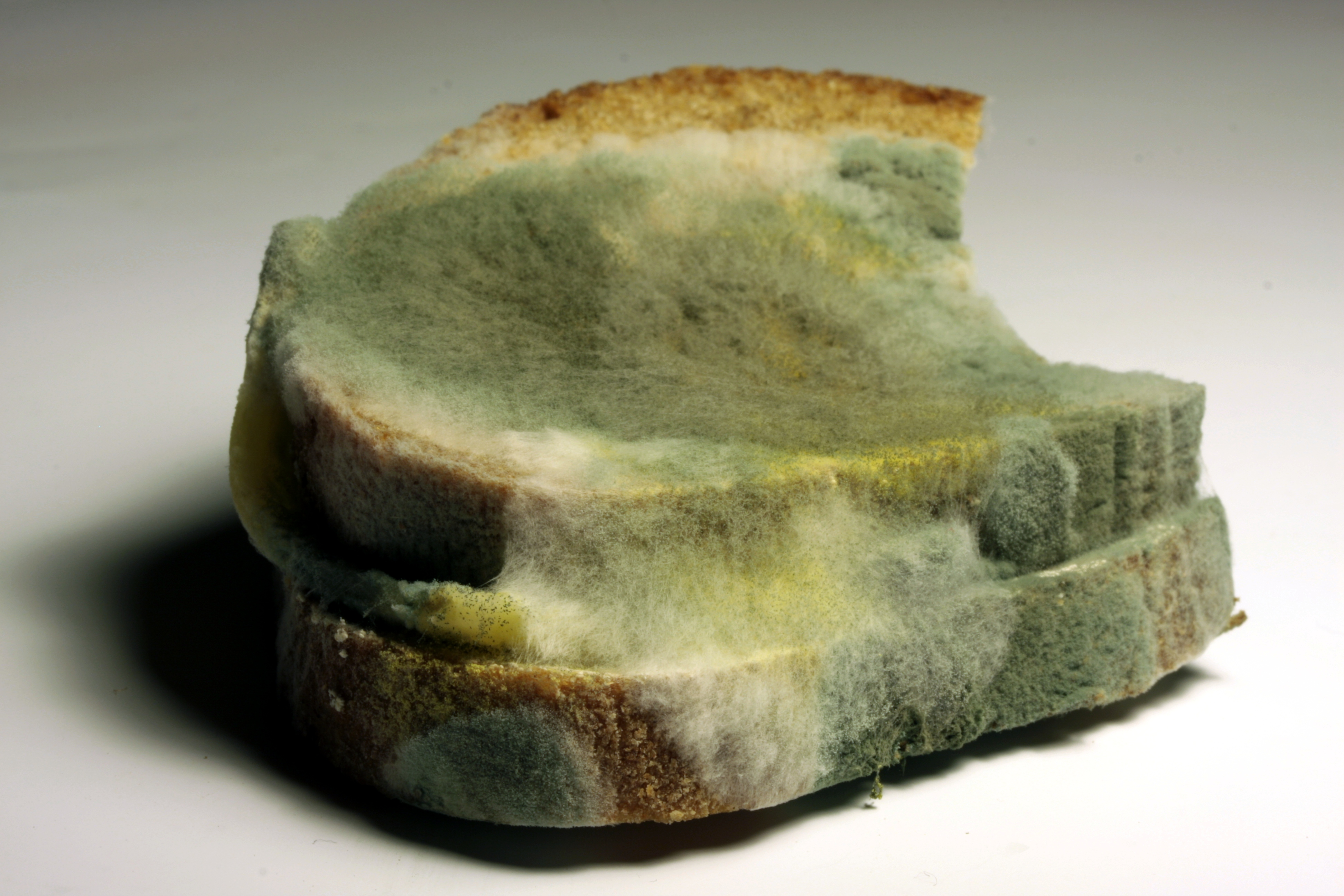
Brot mit Schadschimmel

Fungizide werden vor allem in der Landwirtschaft als Pflanzenschutzmittel angewendet. Daneben dienen sie auch zur Bekämpfung von Schadpilzen (z. B. Schimmelpilzen) auf Holz, Farbe, Textilien, an Wänden (Hausschwamm) und bei Lebensmitteln. Für Fungizide, die in der Medizin (z. B. gegen Hautpilze) eingesetzt werden, ist der Begriff Antimykotika gebräuchlicher. Im Gegensatz zur Landwirtschaft werden auch fungizid wirkende Biozide als Desinfektionsmittel eingesetzt. In diesem Bereich wird zwischen fungizider und sporizider Wirkung deutlich unterschieden, da das unschädlich Machen von (Schimmelpilz-)Sporen wesentlich aggressivere Chemikalien und höhere Einwirkzeiten erfordert als das Abtöten der biologisch aktiven Myzelzellen und Sporen bildenden Zellen.

## Geschichte
In früherer Zeit waren Ernteausfälle durch Pilzbewuchs keine Seltenheit.
In den Jahren 1845/46 kam es in Irland zum Totalausfall der Kartoffelernte durch Pilzbefall.
Etwa eine Million Iren starben in der Hungersnot, zwei Millionen Iren wanderten in die USA aus.
Der gleiche Pilz führte in den Jahren 1916/1917 zu schweren Ernteausfällen bei der Kartoffelernte in Deutschland („Steckrübenwinter“).
Auch im Weinbau kam es zu großen Plagen durch Pilzbefall. Im Jahr 1848 wurden in Frankreich 80 % der Ernte vernichtet.
In der Frühzeit nutzte man Schwefel, Asche, Kalk oder Urin, um die Pflanzen vor Befall zu schützen.
1635 wurde Glaubersalz, 1740 arsenhaltiges Kupfersulfat eingesetzt (1786 wegen Vergiftungsgefahr verboten).
Im 19. Jahrhundert schützte man Pflanzen mit Metallsalzen wie der Bordeauxbrühe aus Kupfersulfat und Calciumoxid sowie der Schwefelkalkbrühe gegen Mehltau.
Zwischen 1897 und 1930 wurden auch Quecksilber und organische Quecksilberverbindungen genutzt.
Seit 1930 wurden in den USA Dithiocarbamate, ab 1946 Dinocarb (erstes Fungizid mit selektiver Wirkung gegen Pilzbewuchs) gegen Schimmelpilze angewendet.
Zwischen 1960 und 1980 folgten viele neue Verbindungsklassen für Fungizide wie Carboxanilide (z. B. Flutolanil), Piperazine (Triforin), Phthalimide (Captan, Captafol), Morpholine (Tridemorph), Imidazole (Prochloraz), Benzimidazole (Carbendazim, Benomyl) und Triazole (Propiconazol). Seit 1990 kamen die Azole (Bitertanol, Hexaconazol) und später die Strobilurine (Azoxystrobin) auf den Markt. Diese letzteren Gruppen eroberten sehr schnell den Fungizidmarkt.

## Wirkungsweise
Pilze besitzen kein Chlorophyll und können daher nicht aus Kohlendioxid und Wasser Kohlenhydrate synthetisieren. Sie leben auf dem Gewebe anderer Organismen und beziehen ihre Nahrung aus dem Körper des Wirtes. Pilzenzyme bilden Pilzfäden, die die Zellwände des Wirtes auflösen können. Pilzsporen sind in der Luft und im Boden verstreut. Wenn sie auf eine günstige Umgebung treffen, wachsen schnell neue Pilzfäden heran.
Fungizide können protektiv, kurativ oder eradikativ wirken. Protektive Fungizide verhindern eine Sporenkeimung oder das Eindringen des Pilzes in das Pflanzengewebe. Das kann durch direkte Einwirkung auf die Spore (sporozide Wirkung) oder durch Änderung der physiologischen Bedingungen auf dem Blatt geschehen. Bei Anwendung protektiver Fungizide sind oft mehrere Spritzungen nötig, um während des Gefährdungszeitraums eine Infektion zu verhindern. Dies führt zu insgesamt hohen Aufwandmengen und hohen Arbeitskosten.
Seit Mitte der 1980er Jahre sind auch kurative und eradikative Fungizide erhältlich.
Kurative Fungizide können eine Infektion im Anfangsstadium stoppen. Eradikative Fungizide können Pilzbefall sogar dann noch erfolgreich bekämpfen, wenn bereits Befallssymptome sichtbar sind. Bisher gibt es eradikative Wirkstoffe nur für die Bekämpfung von ektoparasitischen Pilzen wie z. B. dem Mehltau.

## Anwendungsort
Nach dem Anwendungsort bzw. der Anwendungsweise unterscheidet man Blatt-Fungizide, Boden-Fungizide und Beizmittel.
Blatt-Fungizide werden auf die oberirdischen Pflanzenteile gespritzt oder gestäubt, Boden-Fungizide werden in den Boden eingebracht.
Das Beizen als Saatgutbehandlung soll Pilzsporen auf dem Samen abtöten und damit eine Infektion des Keimlings verhindern. Dabei kann das Saatgut in Fungizidlösung getaucht bzw. damit besprüht werden (Nassbeize) oder in Kontakt mit Fungizidpulver gebracht werden (Trockenbeize). Heute wird praktisch das gesamte Getreidesaatgut vor der Aussaat gebeizt. Bis 1982 waren in Deutschland quecksilberhaltige Beizmittel zugelassen.

## Aufnahme und Transport

### Systemische Xylem-Verteilung in der Pflanze
Fungizide, die über das Blatt oder die Wurzeln aufgenommen und vom Transportsystem der Pflanze verlagert werden, werden als systemische Fungizide bezeichnet. Vor allem junge Triebe werden durch systemische Fungizide gut geschützt.
Wirkstoffgruppen wie Triazole, Benzimidazole und Morpholine (z. B. Corbel oder Tridemorph) sind voll wasserlöslich und legen kein Depot an. Sie werden mit dem Wasserstrom im Xylem „nach oben“ (= akropetal) systemisch verteilt.
Ein bereits vorhandener stärkerer Krankheitsbefall hemmt die Verteilung in der Pflanze. Durch die Aufwärtsbewegung der Wirkstoffe entsteht ein Verdünnungseffekt in den älteren Pflanzenteilen. Die allgemeine Aussage, systemische Wirkstoffe würden „überall in der Pflanze“ verteilt, ist speziell im Getreide falsch. Aufgrund der Wuchsform der einkeimblättrigen Pflanzen erfolgt eine Verteilung nur von unten nach oben. Daraus folgt für den praktischen Einsatz, dass die Pflanze insbesondere im unteren Bereich gut mit Fungizid benetzt werden muss. Dazu werden spezielle Düsen verwendet.

### Teilsystemische Verteilung
Lokal-systemische Wirkstoffe werden in die Pflanze aufgenommen, verteilen sich dort aber nur in geringem Maße. Speziell die Wirkstoffgruppe der Imidazole (z. B. Prochloraz) dringt in das Gewebe ein, bleibt dort liegen und wird nicht im Wasserstrom transportiert. Es erfolgt also keine Verdünnung.

### Depotwirkung und translaminare Durchfeuchtung
Verschiedene Wirkstoffgruppen, insbesondere die Strobilurine, aber auch die Anilino-Pyrimidine, Chinoline und Oxazolidin-dione legen in der Wachsschicht ein Depot an, aus dem heraus die Wirkstoffe langsam und kontinuierlich das Blattgewebe translaminar „durchfeuchten“, was eine lange Dauerwirkung mit sich bringt.

### Kontaktwirkung
Die nicht-systemischen Fungizide oder Kontaktfungizide dringen nicht in die Pflanze ein, sondern verbleiben an ihrer Oberfläche. Bildet die Pflanze neue Blätter oder wurde das Fungizid durch Regen abgewaschen, muss erneut gespritzt werden.

#### Fungizidresistenz
Kontaktfungizide haben im Rahmen der Resistenzproblematik von Fungiziden im Getreidebau eine zunehmende Bedeutung, auch im Kartoffelanbau spielen sie eine sehr große Rolle.

## Wirkstoffe
Bei Fungiziden kann es sich um anorganische, metallorganische oder organische Chemikalien oder um Organismen handeln.
Anorganische Fungizide sind zum Beispiel die Bordeauxbrühe [CuSO4 · Ca(OH)2] oder Kupferoxychlorid (basisches Kupferchlorid) [3 Cu(OH)2) · CuCl2 · n H2O]. Von diesen Fungiziden werden Kupfer(II)-Ionen freigesetzt, die in den Pilzsporen als Enzymgifte wirken und damit eine Keimung verhindern können. Kolloidaler, reiner Schwefel (Netzschwefel) ist ebenfalls ein anorganisches Fungizid. Er oxidiert auf der Pflanzenoberfläche zu Schwefeldioxid, das die Sporenkeimung hemmt. Anorganische Fungizide machen immer noch etwa die Hälfte der verkauften Fungizide aus. Sie dürfen auch im Rahmen der Ökologischen Landwirtschaft, selbst in der biologisch-dynamischen Landwirtschaft (Demeter) verwendet werden.
Metallorganische Fungizidwirkstoffe wie die sehr giftigen und umweltschädlichen Quecksilber- und Zinnorganika sind heute verboten.
Die Gruppe der organischen Fungizidwirkstoffe ist sehr heterogen zusammengesetzt und schwer überschaubar. Bei den mengenmäßig wichtigen Getreide-Fungiziden werden heute vor allem Wirkstoffe aus den Klassen der Azole, Morpholine und Strobilurine eingesetzt.
Derzeit ist in Deutschland ein biologischer Wirkstoff, der Sporen des parasitischen Pilzes Coniothyrium minitans enthält, zur Bekämpfung von Sclerotinia-Pilzen (z. B. Weißstängeligkeit beim Raps) zugelassen.

## Wirkstoffgruppen (Übersicht)
Die Tabelle ist nach den Anteilen am weltweiten Umsatz geordnet (siehe rechte Spalte).
| Gruppe[5]         |                               |                    |                                   |
| Fungizidgruppe    | Enthält                       | Beispielverbindung | % am Weltumsatz (S.-Gruppe, 2004) |
| DMI-Fungizide     | Triazole                      | Epoxiconazol       | 27,7                              |
| QoI-Fungizide     | Strobilurine                  | Trifloxystrobin    | 19,1                              |
| Dithiocarbamate   | Dithiocarbamate               | Maneb              | 7,2                               |
| Kupfer & Schwefel | Netzschwefel                  | {\displaystyle S}  | 4,8                               |
| MBC-Fungizide     | Benzimidazole und Thiophanate | Fuberidazol        | 3,6                               |
| Chlornitrile      | Chlorthalonil                 | Chlorthalonil      | 3,3                               |
| Dicarboximide     | Dicarboximide                 | Chlozolinat        | 2,9                               |
| Phenylamide       | Acetylalanine                 | Benalaxyl          | 2,8                               |
| Amine             | Morpholine, Piperidine        | Fenpropimorph      | 2,7                               |
| AP-Fungizide      | Anilinopyrimidine             | Cyprodinil         | 2,6                               |
| MBI-Fungizide     |                               | Tricyclazol        | 2,6                               |
| SDHI              | Carbonsäureamide              | Bixafen            | 1,8                               |
| Entkoppler        |                               | Fluazinam          | 1,8                               |

## Wirkstoffgruppen im Getreidebau

### Kontaktwirkstoffe
Zu dieser Gruppe gehören
- Netzschwefel: Elementarer Schwefel gegen verschiedene Mehltauarten (Getreide, Gemüse, Wein, Obst). Dringt in die Pilzzellen ein und stört die Atmungskette in den Mitochondrien.
- Guazatin: In Beizmitteln gegen Septoria nodorum und Schneeschimmel
- Chlorthalonil: gegen Septoria, Helminthosporium-Blattdürre (HTR), Ramularia. Zunehmende Bedeutung gegen resistente Septoria-Stämme.
- Iprodion: gegen Septoria und HTR, auch gegen Rapskrebs in Raps
- Anilazin: gegen Septoria und HTR, derzeit nicht zugelassen, früher in Dyrene flüssig.

### Azole
Die größte und (neben Strobilurinen) die bedeutendste Fungizidgruppe. Sie unterteilt sich in Abhängigkeit von den Wirkungseigenschaften in die Untergruppen der Benzimidazole, Triazole und Imidazole.

#### Benzimidazole („MBC“)
Wirkungsweise im Pilzstoffwechsel: Hemmung der Zellteilung (Mitose) durch Zerstörung der Bausteine des Spindelapparates. Nur ein Angriffspunkt im Stoffwechsel des Pilzes, deshalb hohe Resistenzgefahr. Zu dieser Gruppe gehören u. a. Wirkstoffe mit insbesondere Wirkung gegen Halmbruch und Schneeschimmel. Sie besitzen eine heilende (kurative) aber keine vorbeugende (protektive) Wirkung. Wirkstoffe sind u. a.
- Carbendazim (z. B. Fungizid Harvesan und Beizmitteln)
- Thiophanatmethyl (z. B. Cercobin)
- Fuberidazol (z. B. in Beizmitteln)
- Benomyl (nicht mehr zugelassen)

Carbendazim ist der eigentliche Wirkstoff. Thiophanatmethyl und Benomyl werden in der Pflanze zu Carbendazim umgebaut.

#### Triazole
Alle Triazole werden systemisch in der Pflanze verteilt und haben eine unterschiedlich starke vorbeugende (= protektive), heilende (= kurative) und stoppende (= eradikative) Wirkung.
Sie gehören zu einer Untergruppe der SBI-Fungizide (Sterol Biosynthesis Inhibitors). Diese Untergruppe wird als DMI-Fungizide (Demethylase-Inhibitor) bezeichnet. Sie hemmt das Enzym C14-Demethylase, das Lanosterol im Ergosterolbiosyntheseweg von Pilzen demethyliert. Ergosterol erfüllt in pilzlichen Plasmamembranen die gleiche Funktion wie Cholesterol in tierischen und Phytosterole in pflanzlichen Plasmamembranen.
Wachstumsregulatorische Nebeneffekte: Triazole und insbesondere auch die Strobilurine (s. dort) haben alle mehr oder weniger starke positive Einflüsse auf Chlorophyllgehalt, verlängerte Assimilationszeit, verbesserte Photosynthese und Längenwachstum (Einkürzung). Sie hemmen die Bildung der Abreifehormone. Dies führt zu einer langsameren Abreife, damit zu einer längeren Korneinlagerung aber auch zu einem späteren Erntetermin und wird als „Grün-Effekt“ bezeichnet.
Zu den Triazolen gehören u. a. folgende Wirkstoffe: Propiconazol (z. B. Desmel), Flusilazol (z. B. Capitan), Metconazol (Caramba), Epoxiconazol (z. B. Opus), Fluquinconazol (z. B. Flamenco), Tebuconazol (z. B. Folicur, viele Beizen), Prothioconazol (z. B. Proline), Difenoconazol (z. B. Spyrale), Cyproconazol (z. B. Radius), Triadimenol (z. B. Bayfidan), Bromuconazol (z. B. Granit), Myclobutanil. Nicht mehr zugelassen sind Fenbuconazol und Bitertanol (z. B. früher in Baycor).

#### Imidazole
Teilsystemische Verteilung. Zwei wichtige Wirkstoffe sind Prochloraz (z. B. Mirage) und Imazalil (in Beizen gegen Streifenkrankheit der Gerste).

### Morpholine
Morpholine sind eine weitere Untergruppe der SBI-Fungizide (Sterol-Biosynthese-Inhibiter). Sie hemmen zwei am Zellwandaufbau beteiligte Enzyme (eine Reduktase und eine Isomerase). Die dadurch entstehenden Löcher in der Zellwand führen zu einer raschen Austrocknung insbesondere bei Mehltaupilzen (= starke eradikative Wirkung). Aufgrund der zwei Angriffspunkte ist die Resistenzgefahr sehr niedrig bis fehlend.
Zu der Gruppe gehören die Wirkstoffe Fenpropimorph und Fenpropidin.

### Strobilurine
Sie bilden ein Wirkstoffdepot in der Wachsschicht mit anschließender translaminarer Verteilung und greifen in den Mitochondrien in den Energiestoffwechsel (Atmungskette) der Pilze ein. Sie blockieren dort nur ein Enzym und sind somit hoch resistenzgefährdet (monogenetische Resistenz gegen Mehltau und Septoria).
Zu den Strobilurinen gehören u. a. die Wirkstoffe Picoxystrobin, Azoxystrobin, Kresoxim-methyl, Pyraclostrobin, Fluoxastrobin, Trifloxistrobin, Dimoxystrobin.

### Chinoline
Chinoline bilden ähnlich wie Strobilurine ein Depot in der Wachsschicht und zeigen eine translaminare Verteilung. Sie besitzen keine heilende (kurative) Wirkung, jedoch eine relativ lange Dauerwirkung. Wirkstoffe: Quinoxyfen (z. B. Fortress) und Proquinazid.

### Anilino-Pyrimidine
Auch die Anilino-Pyrimidine bilden ähnlich wie Strobilurine ein Depot in der Wachsschicht mit anschließender translaminarer und systemischer Verteilung. Sie blockieren im Pilzstoffwechsel die Synthese der Aminosäure Methionin und hemmen damit das Eindringen in das Blatt (Appressorienbildung, Penetration) und das Wachstum im Blattgewebe (Bildung von Haustorien).
Wirkstoffe: Cyprodinil, Mepanipyrim und Pyrimethanil

### Oxazolidin-dione
Auch diese Wirkstoffgruppe bildet ähnlich wie Strobilurine ein Depot in der Wachsschicht mit anschließender translaminarer Verteilung. Sie verhindert das Auskeimen der Sporen durch Hemmung der Atmungskette in den Mitochondrien. Wirkstoff: Famoxadon.

### Carbonsäureamide
Die BASF führte ab 2003 den Wirkstoff Boscalid am Markt ein.
In den Jahren 2011 und 2012 wurden weitere Fungizide mit Wirkstoffen aus der Gruppe der Carbonsäureamide (Carboxamide) zugelassen. Für Bayer Crop Science waren dies Aviator Xpro, Input Xpro und Skyway Xpro (allesamt mit dem Wirkstoff Bixafen) und für BASF das Adexar (mit dem Wirkstoff Fluxapyroxad). Syngenta arbeitet ebenfalls an einem neuen Fungizid Isopyrazam aus dieser Wirkstoffgruppe. Er wurde 2010 in England erstmals zugelassen.
Carboxamide hemmen den Komplex II der Atmungskette, die Succinat-Dehydrogenase. Sie werden häufig in Kombination mit Azolen eingesetzt, damit Resistenzentwicklungen so lange wie möglich vermieden werden. Da Carboxamide vor allem das Keimen von Pilzsporen unterdrücken, gelten die auch kurativ wirkenden Azole als geeignete Ergänzung.

## Verbrauchs- und Produktionsmengen
In Deutschland werden jährlich etwa 10.000 Tonnen Fungizide (Wirkstoff) verkauft und im Pflanzenschutz eingesetzt. 2017 wurden 13.271 Tonnen Fungizidwirkstoffe oder 33.376 Tonnen Fungizide (inkl. Bakterizide und Viruzide) abgegeben. Dies entspricht etwa einem Viertel der Gesamtmenge an Pflanzenschutzmitteln. In Österreich beträgt der jährliche Fungizid-Verbrauch etwa 1400 Tonnen.
In Mitteleuropa ist der Anteil der Fungizide an den verkauften Pflanzenschutzmitteln relativ groß. Wegen des feuchten Klimas und der dicht gesäten Getreidebestände ist hier die Gefahr von Pilzinfektionen größer als in anderen Teilen der Welt.
| Fungizid                 | Produzierte Menge in Tonnen | Umsatz in Mio. Euro |
| ------------------------ | --------------------------- | ------------------- |
| Anorganische Erzeugnisse | 13.989                      | 22,2                |
| Dithiocarbamate          | 7.313                       | 52,9                |
| Benzimidazole            | 295                         | 1,8                 |
| Diazole, Triazole        | 7.428                       | 275,6               |
| Morpholine               | 1.493                       | 70,9                |
| Andere Fungizide         | 13.750                      | 417                 |

## Neuere Entwicklungen
Es gibt Pilze, die Giftstoffe gegen andere Pilze produzieren.
Zwei wichtige Wirkstoffe konnten W. Steglich und T. Anke im Jahr 1977 isolieren. Diese Wirkstoffe heißen Strobilurine.
Die BASF und Zeneca (Syngenta) untersuchten diese Inhaltsstoffe bezüglich ihrer Anwendung im Pflanzenschutz.
Die natürlichen Strobilurine erwiesen sich als sehr instabil. Durch Luft und Licht verlieren die Wirkstoffe schnell ihre Aktivität.
1996 wurde der Wirkstoff Azoxystrobin mit guter Beständigkeit und guter fungizider Wirkung gefunden und auf den Markt gebracht. Dieses Fungizid wird bei Septoria und Rost angewendet und findet Anwendung im Getreide-, Obst- und Gemüseanbau.
Die BASF fand im gleichen Jahr den Wirkstoff Kresoxim-methyl gegen Mehltau an Getreide, Kernobst und Weinreben. Im Jahr 2003 führte die BASF einen weiteren neuen Wirkstoff, das Dimoxystrobin, auf dem Markt ein.
Diese Wirkstoffe ergaben einen gesteigerten Ertrag von etwa 10 % und ließen die Pflanzen länger grün bleiben. Die biochemischen Wirkungsketten bei der Hemmung der Pilzausbreitung können heutzutage besser analysiert werden. Der biochemische Stoff Ubichinon oder auch Coenzym Q, der für den Elektronentransport verantwortlich ist, wird durch Strobilurine behindert. Dadurch können Pilze keine Energie gewinnen.
In wenigen Jahren – bis zum Jahr 2000 – konnte der Gesamtumsatz an Strobilurinen auf 14,8 % der Welterzeugung an Fungiziden hochgeschraubt werden.
Auch andere neue Wirkstoffe wurden in den letzten Jahren gefunden. Die Namen dieser Stoffe sind beispielsweise Famoxadon und Cyazofamid.
Gegen die Steroidbiosynthese in Pilzen hat Bayer die Wirkstoffe Prothioconazol und das Spiroxamine entwickelt.
Eine Schwierigkeit bei Neuentwicklungen von Fungiziden dürfte wohl die richtige Beratung der Landwirte, die genaue Erarbeitung von toxikologischen Untersuchungen, die richtige Ermittlung des speziellen Anwendungsbereiches sein, die Herausstellung des verbesserten Nutzspektrums im Vergleich zu anderen oder älteren Mitteln sein. Nach der Produktionsstatistik von 2007 für Deutschland besitzen auch die Fungizidgruppen von Dithiocarbamaten, Triazolen, Morpholinen, Benzimidazolen und sogar die anorganischen Fungizide ein erhebliches Marktpotenzial.
Überzeugend für den Verbraucher wäre ein möglichst geringer Fungizideinsatz je Hektar bei sehr guter Aktivität und ohne Nebenwirkungen.
Mussten früher 2–5 kg Schwefel als Fungizid für einen Hektar eingesetzt werden, um das Feld pilzfrei zu bekommen, benötigte man für Dithiocarbamate nur noch 1500–2000 g je Hektar. Durch Triadimefon konnte der Verbrauch auf nur 50–120 g/Hektar gesenkt werden.

## Zulassung
Fungizide, die als Pflanzenschutzmittel eingesetzt werden sollen, durchlaufen vor ihrer Markteinführung ein amtliches Zulassungsverfahren, in welchem unter anderem Wirksamkeit gegen Schaderreger und Umweltverträglichkeit nachgewiesen werden müssen.
Die zugelassenen Fungizide können online abgefragt werden. Die in der Schweiz zugelassenen Präparate und Wirkstoffe können beim Bundesamt für Landwirtschaft eingesehen werden, in Österreich ist die Agentur für Gesundheit und Ernährungssicherheit (AGES) zuständig und in Deutschland das Bundesamt für Verbraucherschutz und Lebensmittelsicherheit. Hinsichtlich der in der EU zugelassenen Wirkstoffe gibt die Generaldirektion Gesundheit und Lebensmittelsicherheit Auskunft.
Im Jahr 2019 wurden aufgrund neuer Studien zu Chlorthalonil, sowie der Metaboliten im Grundwasser (und in der Folge im Trinkwasser), in der EU und der Schweiz der Substanz die Zulassung entzogen und der Verkauf ab Herbst 2019 verboten. Restbestände dürfen bis Ende Mai 2020 noch aufgebraucht werden.